# Apollo 8
Apollo 8 was de eerste bemande missie die in een baan om de maan werd gebracht. Voor deze missie werd de Saturnus V als draagraket gebruikt. Dit was pas de derde keer dat een Saturnus V werd gelanceerd en de eerste keer met bemanning. Alle volgende Apollo-missies zouden ook worden gelanceerd met behulp van een Saturnus V.

## Bemanning
De bemanning van Apollo bestond uit:
- commandant Frank Borman, die in 1965 al commandant van Gemini 7 was geweest
- command/servicemodulepiloot Jim Lovell, die al had deelgenomen aan Gemini 7 en Gemini 12, en later met Apollo 13 in de problemen zou komen
- maanlanderpiloot William Anders, die reservepiloot voor Gemini 11 was geweest.

De maanlander werd niet meegenomen op deze missie. Een probleem zoals later bij Apollo 13 opdook, zou bij deze missie een fatale afloop hebben gehad.

## Doelen missie
Oorspronkelijk zou het doel van Apollo 8, net als Apollo 7 en Apollo 9, een testvlucht zijn waarbij de commando-module slechts in een baan om de aarde zou worden gebracht. Het vermoeden was echter dat de Sovjet-Unie een missie naar de maan zou uitvoeren die eerder gepland stond dan de missie van de NASA. Daarom werd besloten Apollo 8 in een baan om de maan te brengen. Tijdens deze missie zijn mogelijke landingsplaatsen voor volgende Apollo-missies verkend.

## Landing
Nadat de capsule ruim 20 uur in een baan om de maan had verbleven, werd de terugreis naar de aarde aangevangen. Op 27 december 1968 landde de capsule in de Stille Oceaan en werd opgepikt door de USS Yorktown. De capsule werd later tentoongesteld in het Museum of Science and Industry te Chicago, Illinois.

## Festiviteiten
De bemanning kreeg een officiële ontvangst op het Witte Huis na terugkeer begin januari. Op 14 januari 1969 werd de bemanning feestelijk onthaald in Chicago in het Hilton Hotel. Speciale "astronautcakes", geglazuurde taarten met suikerpoppetjes in de vorm van een astronaut erbovenop, werden geserveerd.

## Trivia

### Apollo 8en Charles Lindbergh
De bemanning kreeg op 20 december 1968, de dag voorafgaand aan de lanceringsdag van Apollo 8, bezoek van Charles Lindbergh en zijn vrouw, 41 jaren na Lindberghs solovlucht over de Atlantische oceaan. Tijdens de lunch vertelde Lindbergh over zijn ontmoetingen met Robert Goddard. 
Lindbergh vroeg aan de bemanning hoeveel brandstof hun Saturnus V-raket nodig zou hebben om de lancering mogelijk te maken. Een van de astronauten deed een vlugge berekening en deelde mede dat er 20 ton brandstof per seconde zou verbruikt worden. Lindbergh lachte en zei dat gedurende de eerste seconde van de lancering er tien keer zoveel brandstof zou verbruikt worden als hij in 1927 nodig had om met de Spirit of St. Louis de Atlantische oceaan over te steken.

### Tumultueuze lancering
Tijdens de lancering van de Saturnus V-raket ging het er aan boord van de capsule niet zachtaardig aan toe. Ten gevolge van opeenvolgende elektrotechnische correcties om de stand van de raket zo verticaal mogelijk te houden, ervoer de bemanning het opstijgen alsof ze gevangen zaten in de muil van een reusachtige kwade hond. Het was een ervaring waar ze tijdens de talloze simulaties niet voor geoefend hadden.

### Telescoopwaarnemingen vanApollo 8op weg naar de maan
De Nederlandse astronoom Gerard Kuiper was erin geslaagd om, met behulp van de 154 cm-telescoop in zijn sterrenwacht te Tucson, Arizona, foto's te maken waarop de Commando/Servicemodule van Apollo 8 was te zien. Op deze foto's is echter niet veel meer te bespeuren dan korte lichtsporen, maar het bewijst wel dat een relatief klein ruimteschip met behulp van een telescoop kan worden waargenomen, ook al bevindt het zich in de buurt van de maan.

### Passive Thermal Control
Om de hitte, afkomstig van de zon, gedurende de gehele tocht naar de maan op het metalen omhulsel van het ruimteschip niet te doen inwerken, liet de bemanning het ruimteschip ronddraaien. Dit ronddraaien verliep uiterst traag. Een volledige omwenteling nam een uur in beslag. De astronauten gaven aan deze omwenteling de bijnaam Barbecue Mode. De officieel erkende benaming ervan was Passive Thermal Control (P.T.C.).

### Op weg naar de maan: niets te zien
Gedurende de tocht naar de maan ervoeren de astronauten van Apollo 8 absoluut niets van de snelheid van hun capsule, hoewel deze constant toenam. Als ze naar buiten keken, door de relatief kleine raampjes, zagen ze enkel het zwart van de ruimte. Toen Capcom Jerry Carr aan de bemanning vroeg wat ze zagen, antwoordde William Anders dat het was alsof ze in het binnenste van een duikboot zaten. Volgens Anders was de maanreis betrekkelijk saai en duurde schijnbaar veel langer doordat niets erop wees dat deze reis werkelijk aan de gang was.

### Fotografie van de volledige aardbol
De missie van Apollo 8 betekende niet alleen de eerste bemande reis naar de maan, maar ook de mogelijkheid om de volledige aardbol te fotograferen. De meeste foto's van de Aarde werden genomen door William Anders, waaronder de legendarische foto Earthrise, genomen in omloop rond de maan.

### De gevreesde maanberg met een hoogte van 70 mijlen
Het doel van de missie van Apollo 8 was om de capsule in een omloop rond de maan te brengen, waarbij de afstand tot het maanoppervlak niet minder dan 69 mijlen mocht bedragen. Tijdens de NASA simulaties deed echter het grapje de ronde dat de astronauten vooral moesten opletten dat ze niet tegen het topje van de gevreesde maanberg met een hoogte van 70 mijlen mochten aanvliegen. Deze berg was betrekkelijk onbekend omdat die zich op de achterzijde van de maan bevond. 

### Kleurloze maan
Toen de astronauten van Apollo 8 de maan te zien kregen vonden ze dat deze er relatief kleurloos uitzag. James Lovell beschreef het maanoppervlak als grijs, volstrekt kleurloos, op pleister gelijkend. Ervaren amateurastronomen en maanwaarnemers weten ondertussen dat er op de maan wel degelijk kleuren voorkomen, in het bijzonder het gebied ten noordwesten van de heldere stralenkrater Aristarchus, ook wel bekend als Wood's spot, naar de Amerikaanse wetenschapper en uitvinder Robert W. Wood die onderzoek deed naar de samenstelling van deze op mosterd of licht kaki gelijkende kleur. De kleuren op de maan kunnen vergeleken worden met beigeachtig grijs en blauwachtig grijs, met hier en daar geelachtige of oranjeachtige schakeringen. Tijdens de missie van Apollo 14 werden vanuit de baan rond de maan een aantal roestkleurige gebiedjes ontdekt in de krater Langrenus. Tijdens de missie van Apollo 16 werd een opvallend beigekleurig gebied ontdekt nabij de krater Lassell C. Ook tijdens de orbitale waarnemingen van Apollo 17 werden kleine roestkleurige gebiedjes ontdekt, net ten westen van het Haemus-gebergte.

### Orbitale maanfotografie
Het doel van de reis, de maan, werd uitvoerig gefotografeerd met behulp van een in de hand gehouden Hasselbladcamera. Er werd zowel zwart-wit- als kleurenfilm gebruikt. De kleine vensterraampjes van de capsule verhinderden echter dat er optimaal naar de maan gekeken kon worden alvorens de foto's werden gemaakt. Het vensterraampje dat zich aan de kant van William Anders bevond vertoonde een streperige structuur teweeggebracht door een onvolkomenheid in de samenstelling van de verschillende glasplaten. William Anders had de taak gekregen om een groot deel van de foto's te nemen. Zo goed als alle foto's, afkomstig van Apollo 8, tonen het gebied omstreeks de evenaar van de maan, in het bijzonder de oostelijke kant daarvan, die tijdens de missie door de zon verlicht werd.

#### Tsiolkovsky
Vrijwel de meest tot de verbeelding sprekende fotoreeks werd gemaakt ter hoogte van de opvallende krater Tsiolkovsky, op de achterzijde van de maan. Deze krater bezit een uiterst donkere vlakke vloer en een heldere centrale piek die sterk doet denken aan een eiland of aan de typische bergformaties op Aarde. Zich baserend op deze foto's, alsook op de foto's afkomstig van Apollo 15, stelde de wetenschappelijke astronaut Harrison Schmitt voor om de landing van Apollo 17 te laten plaatsvinden in of omstreeks Tsiolkovsky, maar omdat deze krater zich op de achterzijde van de maan bevindt werd deze risicovolle onderneming niet overwogen. Tijdens het verblijf op de maan zou communicatie met de aarde onmogelijk zijn.

#### Rode en blauwe maanbollen
In Magazine B van de Hasselblad-foto's zijn enkele opvallende rode en blauwe maanbollen te zien. Het plan was om zwart-wit foto's door rode en blauwe filters te nemen, om op die manier eventuele flauwe verschillen in kleuren (zichtbaar als helderheidsnuances) op de maan te zien te krijgen. Dit experiment werd echter verkeerd uitgevoerd met een rol kleurfilm in plaats van zwart-wit.

### Achtergebleven restanten van koude houtskolen
Toen de astronauten werden gevraagd gedetailleerde beschrijvingen te geven van het bekraterde maanoppervlak dat ze vanuit de kleine raampjes van hun capsule zagen, vergeleek William Anders het met een strand dat verdonkerd werd door de achtergebleven restanten van koude houtskolen, afkomstig van vreugdevuren, ofwel met een strand waar ooit uitvoerig volleyball werd gespeeld, maar er sedertdien verlaten bij lag. Hij vergeleek de achterzijde van de maan met een hoop zand waar zijn kinderen lange tijd in hadden gespeeld. Alles zag er overhoop gegooid uit. Een onoverzichtelijke hoeveelheid putten en bulten. Deze beschrijvingen veroorzaakten een storm van haatberichten afkomstig van dichters die veel meer poëtisch getinte beschrijvingen verwachtten.

#### Pete Conrad
De relatie maan-poëzie werd andermaal verstoord toen Pete Conrad van Apollo 12 aan een Italiaanse journaliste vertelde dat hij op de maan iets heel persoonlijks had achtergelaten. De Italiaanse journaliste had zich daar echter iets totaal anders van voorgesteld, vooral toen Conrad haar plots mededeelde dat hij op de maan een hermetisch gesloten kistje met daarin zijn eigen uitwerpselen had gedeponeerd. Hij zei dat omdat de journaliste danig op zijn zenuwen alsook op die van de andere Apollo-astronauten begon te werken. Conrad loste het probleem op, zij het op een schalkse manier.

### Mount Marilyn
Een driehoekig schiereiland ten westzuidwesten van de krater Secchi kreeg van James Lovell de bijnaam Mount Marilyn, om zijn vrouw, Marilyn Lovell, een plezier te doen. Dit driehoekig schiereiland, dat van de IAU de erkende aanduiding Secchi theta had gekregen, is vrij gemakkelijk op te sporen met behulp van elk type amateurtelescoop, en wel het best tussen nieuwe maan en eerste kwartier. Het bevindt zich in de oostelijke equatoriale zone waar nog veel meer NASA-gerelateerde bijnamen aan oppervlaktestructuren werden gegeven. Mount Marilyn is de meest geprononceerde en meest herkenbare ervan.
In het westelijk deel van deze equatoriale zone lagen de eerste mogelijke landingsplaatsen voor bemande maanlanders, waaronder de eigenlijke landingsplaats van Apollo 11 in het zuidwestelijke gedeelte van Mare Tranquillitatis (Zee der Stilte).

### Het luik
Gedurende de gehele reis maakte William Anders zich zorgen om het luik van de capsule. Hij vroeg zich af of de technici op een betrouwbare manier te werk waren gegaan. In tegenstelling tot het luik van Apollo 1, dat naar binnen open ging, gingen de luiken van Apollo 7 en Apollo 8 buitenwaarts open. Deze verandering was er gekomen nadat het voor de astronauten van Apollo 1 (Grissom, White en Chaffee) zeer moeilijk was om, in geval van nood, vliegensvlug te evacueren. William Anders stelde zich voor dat, in het slechtste geval, het luik de ruimte in zou vliegen. De sluiting van het naar buiten openklapbare luik zou door de luchtdruk in de capsule, althans volgens William Anders, het hebben kunnen begeven.

### Gymnastiek
Aan boord van de capsule was nauwelijks ruimte om gymnastiek te beoefenen. Toch slaagde William Anders erin om zijn armen en benen in te trekken en aldus zijn lichaam om te vormen tot een bol. Vervolgens deed hij zijn bolvormig lichaam in gewichtloosheid ronddraaien, maar werd er algauw aan herinnerd dat er zoiets bestaat als draaierigheid en ruimteziekte. Dit soort oefeningen in gewichtloosheid werd in 1973 en 1974 verder bestudeerd aan boord van de veel ruimere Orbital Workshop van het ruimtestation Skylab.

### Ruimteziekte
Vooral Frank Borman had tijdens de missie van Apollo 8 last van ruimteziekte. Tot ergernis van James Lovell en William Anders uitte zich dat in rondzwevend braaksel en diarree. De kunst om alles binnen de perken te houden door in zo'n kleine leefruimte op jacht te gaan met plastic zakjes en keukenpapier, voornamelijk om de zwevende vloeibare groenkleurige bollen bijeen te houden, maakte van deze missie een onvergetelijke ervaring, en wel op een zodanige manier dat William Anders er steeds aan moest terugdenken als hij in een lijnvliegtuig geconfronteerd werd met de geur van een bevuilde handdoek hangend in het vliegtuigtoilet. Toen William Anders in de capsule bezig was met het jagen op rondzwevende bollen bestaande uit braaksel en diarree, herinnerde deze gebeurtenis hem aan een keer toen hij als jeugdige knaap op jacht was naar vlinders.

### Waste Management System
Het voedsel dat door de astronauten werd genuttigd was zodanig samengesteld dat er zo weinig mogelijk ontlasting aan te pas kwam. In het geval dat toch moest gebeuren kwam noodgedwongen het Waste Management System (W.M.S.) tevoorschijn (een primitief equivalent van het ruimtetoilet). Het W.M.S. bestond uit een hoedvormige plastic zak met een zich aan de zijkant bevindend vingervormig kleiner zakje. De rand van de hoedvormige zak was voorzien van een kleefstof. Deze rand werd vastgemaakt aan het achterste. Het kleinere vingervormige zakje diende om met behulp van een vinger de ontlasting in de hoedvormige zak terecht te doen komen. In tegenstelling tot een gewoon toilet op Aarde, waarin alles naar beneden valt, werd tijdens de maanreis, in gewichtloosheid, de ontlasting handmatig begeleid tot het op de daarvoor voorziene plaats kwam. Als de ontlasting eenmaal in de hoedvormige zak terecht was gekomen, werd er een breekbare capsule met blauwkleurige germicide aan toegevoegd. De ontlasting werd vervolgens, samen met de germicide, handmatig gekneed om ervoor te zorgen dat alles goed gemixt en ontsmet was. De astronauten hadden tijdens zulke momenten, op weg naar en komende van de maan, het gevoel dat ze liever op Aarde waren gebleven.
Enkele dagen voor de lancering van Apollo 8 had William Anders een memo gevonden, afkomstig van de bemanning van Apollo 7, waarin te lezen stond dat het aan te raden was om tijdens de ruimtereis zeker een uur vrij te maken, zich geheel te ontkleden, en een niet geringe hoeveelheid papieren doekjes voorhanden te hebben. Na dit gelezen te hebben begon Anders aan een speciaal door hemzelf samengesteld dieet om tijdens de missie toch maar niet (of in ieder geval zeer weinig) het Waste Management System te moeten gebruiken. Desnoods zou hij gedurende heel de reis Lomotil hebben ingenomen.

### Kleine gouden druppeltjes zwevend in het wonderland
Urineren aan boord van de Commando-/Servicemodule van Apollo 8 was een gebeurtenis waar de Urine Collector aan te pas kwam, bestaand uit een slang in kunststof met een daaraan bevestigd condoom. Het andere uiteinde van de slang was verbonden met de zijkant van het ruimteschip waar zich een uitlaat met ventiel bevond. De kunst bestond erin om, tijdens het urineren, op tijd het ventiel te openen en weer te sluiten omdat, in het slechtste geval, door de zuigkracht van het ruimtevacuum, een deel van het lid in de slang bleef steken, met alle pijnlijke gevolgen van dien. Daardoor kwam het voor dat de urinerende astronaut het condoom te vlug van het lid verwijderde, waardoor het interieur van het ruimteschip terstond werd gevuld met vrij zwevende druppeltjes urine. Aan een van de astronauten werd achteraf de vraag gesteld wat hij het mooiste verschijnsel vond, op weg naar en komende van de maan. Hij antwoordde dat het dumpen van urine, bij zonsondergang, een oogstrelende ervaring was.

### Naar de Aarde vallen
William Anders vergeleek de terugtocht naar de Aarde met een circusvoorstelling die hij als vierjarige had gezien. Gedurende die voorstelling dook een man vanaf redelijke hoogte in een klein met water gevuld badkuipje. Toen Anders vanuit de capsule de verre aardbol bekeek herinnerde hij zich plots die circusvoorstelling en dacht meteen: “Dat is wat die man in dat circus ook deed, wij vallen recht naar de Aarde! Laten we hopen dat we ons doel niet missen.”

### Wat hadden ze geleerd?
William Anders begon zich, gedurende de laatste fase van de missie, te realiseren dat hij en zijn mede astronauten naar de maan waren vertrokken om vanaf daar het bestaan van hun thuisplaneet, de Aarde, te ontdekken.

### Een heldere gloed
Tijdens de terugkeer in de bovenste lagen van de aardatmosfeer zagen de astronauten een vreemde neon-achtige witte lichtgloed die zich aan de buitenkanten van de vijf vensterraampjes vertoonde. Frank Borman en James Lovell hadden zulk een verschijnsel reeds meegemaakt toen ze terugkeerden aan boord van de capsule van Gemini 7. Toch vond Borman dat de lichtgloed rondom de capsule van Apollo 8 er opmerkelijk helderder uitzag. Dit verschijnsel had een bevreemdende indruk op hem. Hij zag hoe zijn mede-astronauten door dit heldere onaards uitziende schijnsel werden verlicht. William Anders zag gloeiende objecten, afkomstig van het withete hitteschild, zich losmaken en langs zijn vensterraampje schieten. Hij verwachtte de opbouwende hitte te voelen aan zijn rug, maar dat gebeurde niet. De temperatuur in de capsule bleef constant, zonder een spoor van toenemende warmte te vertonen. Waarnemers op Aarde zagen een heldere meteoor langs de nachthemel klieven.

### De nachtelijke zichtbaarheid van de terugkerende capsule
“Gedurende mijn 26 jaren als piloot van verkeersvliegtuigen, was dit de spectaculairste en sensationeelste gebeurtenis die ik ooit had gezien”, aldus Kapitein James Holliday die op het moment van de terugkeer van de capsule van Apollo 8, op 27 december 1968, aan boord was van Pan American vlucht 812 (Boeing 707).
Komende van Fiji, op weg naar Honolulu, zag hij in de nachthemel een lichtpuntje linksonder de ster Capella. Onmiddellijk liet hij de bemanning en de passagiers weten dat de terugkerende capsule van Apollo 8 te zien was.
“We zagen hoe de capsule steeds helderder werd en een opvallende magentarode kleur uitstraalde, en een staart ontwikkelde zoals van een komeet. De staart was aanvankelijk kort, de kleur ervan was een gedempt soort oranje. Toen de capsule steeds naderbij kwam, veranderde de gloed van zacht oranje naar geel en vervolgens naar stralend wit. De oranjerode staart werd langer en zag er opvallend levendig uit. Deze staart veranderde echter niet van vorm maar was lijnrecht en overal van gelijke dikte, zoals van een kunstenaar die een oranje streep op een zwart vlak had aangebracht. We schatten dat de lengte van de staart 125 mijl was. We konden de capsule ongeveer drie minuten waarnemen. Ondertussen had ik het vliegtuig een volle 180 graden gedraaid om het verschijnsel zo goed mogelijk te kunnen bewonderen. Toen de capsule het gebied in de Stille oceaan naderde waar hij uiteindelijk neer zou komen, nam de lengte van de staart aanzienlijk af en het stralende witte licht van de capsule verminderde in intensiteit. Plotsklaps ging dit licht uit, alsof iemand de kaarsvlam had uitgeblazen. Men zou dit verschijnsel hebben kunnen vergelijken met de Paul Bunyan-van-alle-kaarsvlammen. We hebben nooit de drie leidende karakters van dit hemelse drama kunnen zien. Er was geen muzikale begeleiding, hoewel er niet echt muziek voor nodig was. Maar de scène was fantastisch, en we hadden ons bovendien de beste plaatsen in de schouwburg kunnen veroorloven!”.

### Drie parachutes
De Commando/Servicemodule van Apollo 8 was het allereerste bemande ruimteschip dat de afstand Aarde-maan met succes had overbrugd en tevens drie relatief grote parachutes aan boord had. Deze parachutes zaten opgeborgen in het kegelvormig neusgedeelte van het ruimteschip. Indien er zich tijdens de lancering van de Saturnus V-raket iets zou hebben voorgedaan ter hoogte van het Launch Escape System (L.E.S., de ontsnappingsraket) bovenop de eigenlijke maanraket, en het neusgedeelte van de commandomodule daardoor zou zijn beschadigd, waarbij tijdens de terugkeer in de atmosfeer de drie parachutes niet meer gebruikt konden worden, dan zou de bemanning ten dode opgeschreven geweest zijn. Tijdens elke Apollo-missie bestond de vrees dat, door een technisch probleem, de touwen van de parachutes verward raakten, of dat de parachutes zich niet meer konden ontvouwen, met alle gevolgen van dien. Deze parachutes moesten de tocht naar de maan, alsook de terugkeer naar de Aarde, kunnen overleven.
Tijdens de missie van Apollo 12 werd gevreesd dat de parachutes misschien beschadigd waren door de blikseminslag kort na de lancering. Tijdens de eindfase van de terugkeer van Apollo 15 ontvouwden twee parachutes zich volledig, terwijl de derde parachute niet de geplande koepelvorm aannam. Kosmonaut Vladimir Komarov overleefde de terugkeer van Sojoez 1 niet doordat de touwen van de hoofdparachute verward raakten en de capsule te pletter sloeg.

### Het risico van een nachtelijkesplashdown
Voorafgaand aan de missie van Apollo 8 werd angstvallig voorgesteld om de splashdown van de capsule te laten plaatsvinden bij daglicht, om zodoende een beter zicht te hebben op de landingsprocedure. Frank Borman vond dit echter een overbodig voorstel, en voegde er aan toe: What the hell difference does it make? If the parachutes don't open, we're dead anyway, whether it's day or night. 

### De natte splashdown
Hoewel de drie parachutes zich op een perfecte manier hadden ontvouwd kwam, in het ochtendduister, de capsule van Apollo 8 alsnog met een harde klap op het wateroppervlak van de Stille Oceaan terecht. Door een tijdelijk openstaand luchtgat stroomde zeewater naar binnen, zodanig veel dat Frank Borman kletsnat werd. William Anders dacht meteen dat de metalen wand van de capsule was gebarsten. Borman moest de drie parachutes, die nog steeds vastzaten aan de capsule, met behulp van een bedieningsknop losmaken, maar was daarbij te laat. De door de wind opgewaaide parachutes trokken de capsule ondersteboven. De drie astronauten hingen bijgevolg als vleermuizen vastgegespt aan hun ligplaatsen en zagen allerlei troep en kleine voorwerpjes vanaf de vloer naar de top van hun capsule neervallen. Door de deining van de zeegolven dobberde de capsule op en neer, waardoor Frank Borman zeeziek werd. William Anders had zich de terugkeer naar zijn thuisplaneet op een andere manier voorgesteld. Drie bolvormige ballonnen die, samen met de drie parachutes, in het neusgedeelte van de capsule waren opgeborgen vulden zich met lucht en de capsule keerde zich weer om.

#### James Lovell herinnerde zich de harde splashdown vanApollo 8
Kort voor de splashdown van Apollo 13 had commandant James Lovell zijn collega's Fred Haise en Jack Swigert gewaarschuwd dat ze zich op een hard neerkomen op het water moesten voorbereiden, zoals Lovell had ondervonden tijdens de missie van Apollo 8. In tegenstelling tot de harde splashdown van Apollo 8 kwam de capsule Odyssey van Apollo 13 vrij zacht op het water terecht, waaruit werd geconcludeerd dat zich op de plaats waar de capsule neerkwam een dalende golf bevond, die de klap opving.

### Terug op Aarde: een verschrikkelijke stank
Toen, na de splashdown van de capsule, alles in gereedheid werd gebracht om de driekoppige bemanning uit de kleine kegelvormige leefruimte te halen en de eerste kikvorsman het luik openmaakte, werd duidelijk dat ruimtetuigen geen luchtverversing aan boord hebben. De verbijsterde kikvorsman viel bijna achterover van de ondraaglijke stank die uit de capsule kwam. De bemanning zelf merkte er niets van doordat ze het ondertussen gewend waren. Wat wel opviel was de geur van frisse oceaanlucht die plots in de capsule kwam.

### Een moeilijk te bevatten reis
Enkele dagen na de missie van Apollo 8 wandelde James Lovell uit zijn huis om even naar de maan te kijken, maar kon amper geloven dat hij daar geweest was en er tevens de achterzijde van had gezien.

### Apollo 8in de populaire cultuur
Foto nummer AS8-12-2052 toont een beschaduwde krater in het bassin Korolev op de achterzijde van de maan. Deze foto werd gebruikt in de sciencefictiontelevisieserie U.F.O. van Gerry en Sylvia Anderson (1970). In de aflevering Survival komt een buitenaards toestel in een krater op de maan terecht en staat SHADO bijna op het punt om contact te leggen met een buitenaards wezen. De maanfoto van Apollo 8 deed dienst om de fictieve plaats van de landing in beeld te brengen. In de aflevering Conflict verbergt een buitenaards toestel zich achter de S-IVB-trap van Apollo 8. In deze aflevering draait alles rond de toenemende hoeveelheid ruimteschroot in de buurt van de aarde, waartussen zich tal van buitenaardse toestellen zouden kunnen verbergen. 

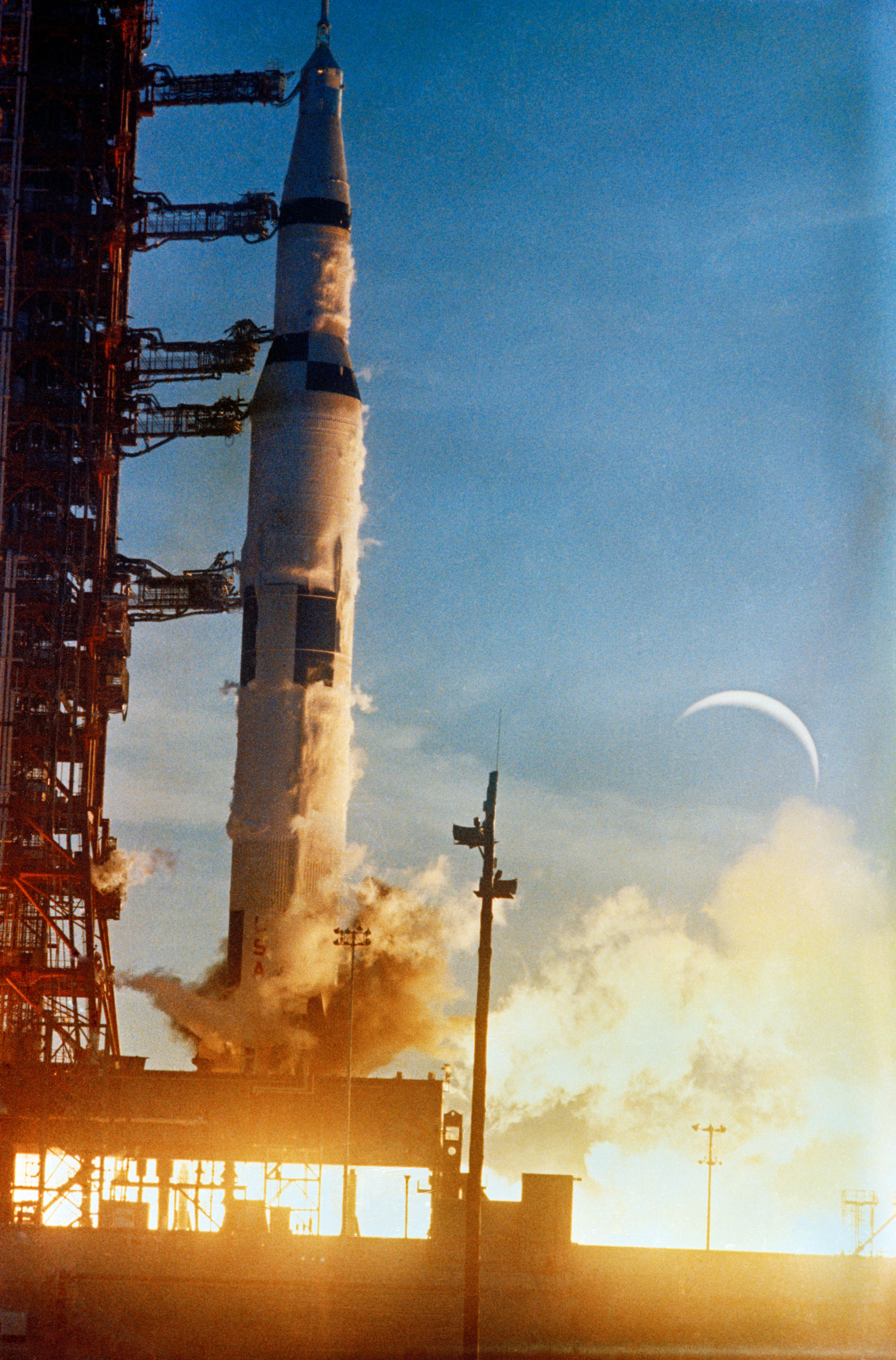
Lancering van Apollo 8 (NASA)
De verbruikte S-IVB-trap, gezien vanuit de Command Module (NASA)
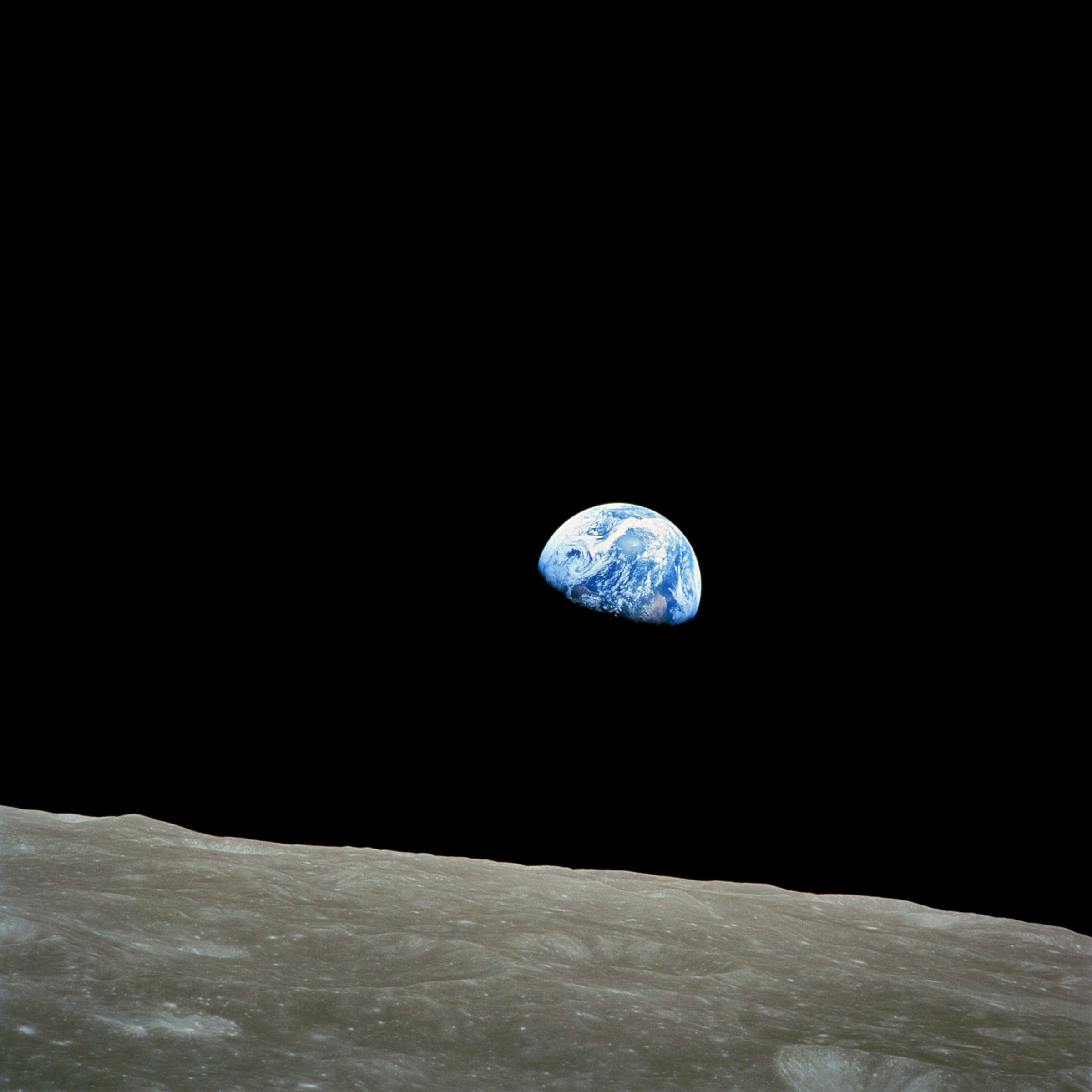
Earthrise: Apollo 8 in een baan om de maan terwijl de aarde opkomt boven de horizon van de maan (NASA)
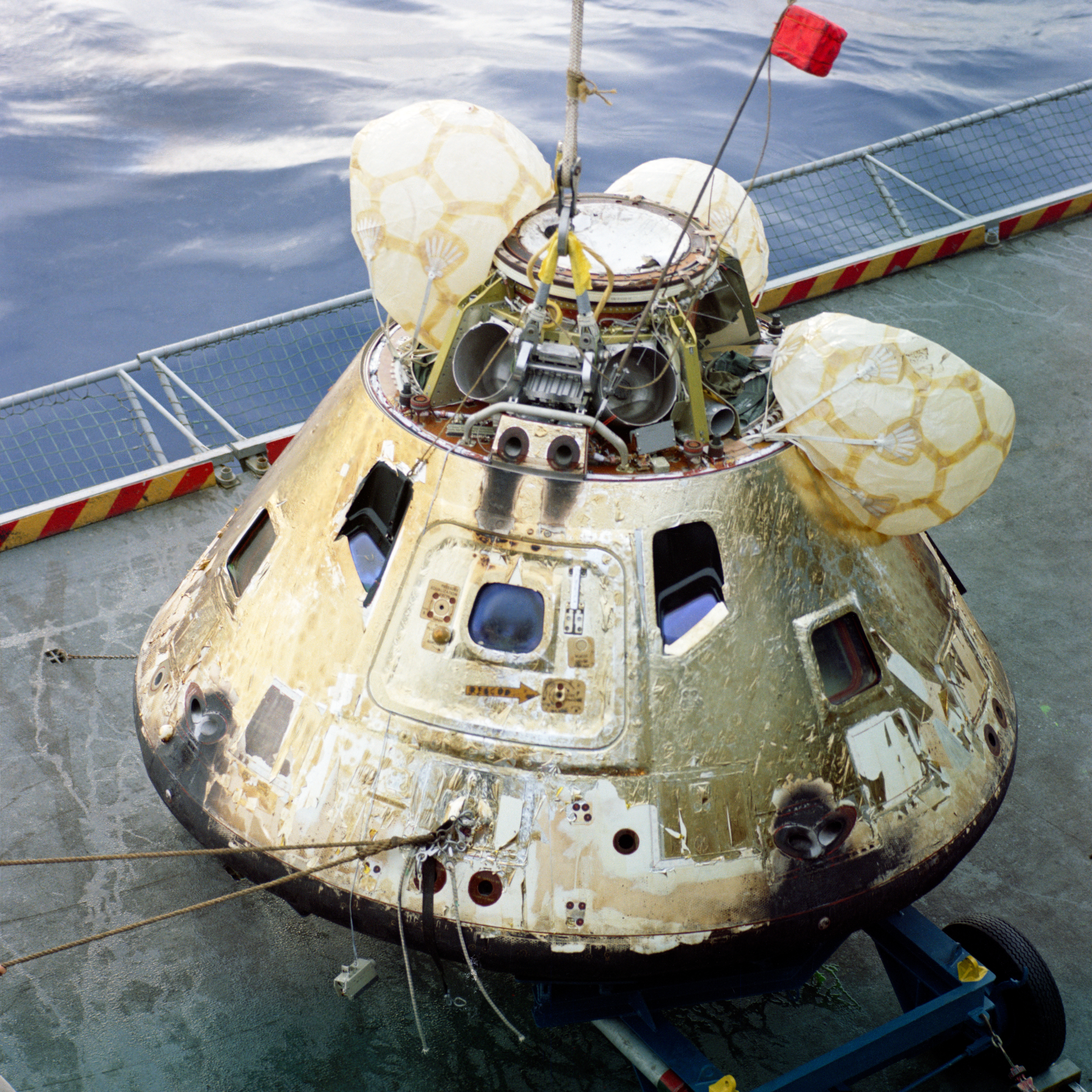
Apollo 8-capsule aan boord van de USS Yorktown, na de landing in de Stille oceaan (NASA)